# Thomas Ayeko
Thomas Ayeko (10 febbraio 1992) è un maratoneta e mezzofondista ugandese.

## Palmarès
| Anno | Manifestazione          | Sede         | Evento         | Risultato | Prestazione | Note                          |
| ---- | ----------------------- | ------------ | -------------- | --------- | ----------- | ----------------------------- |
| 2010 | Mondiali di cross       | Bydgoszcz    | Corsa U20      | 18º       | 23'02"      |                               |
| 2010 | Mondiali di cross       | Bydgoszcz    | A squadre      | Bronzo    | 56 p.       |                               |
| 2011 | Mondiali di cross       | Punta Umbría | Corsa U20      | Argento   | 22'27"      |                               |
| 2011 | Mondiali di cross       | Punta Umbría | A squadre      | Bronzo    | 50 p.       |                               |
| 2011 | Africani juniores       | Gaborone     | 5000 m piani   | Bronzo    | 13'40"04    | Miglior prestazione personale |
| 2011 | Africani juniores       | Gaborone     | 10000 m piani  | Bronzo    | 28'27"54    | Miglior prestazione personale |
| 2012 | Giochi Olimpici         | Londra       | 10000 m piani  | 16º       | 27'58"96    |                               |
| 2013 | Mondiali                | Mosca        | 10000 m piani  | 11º       | 27'40"96    |                               |
| 2014 | Africani                | Marrakech    | 5000 m piani   | 7º        | 13'51"61    |                               |
| 2014 | Africani                | Marrakech    | 10000 m piani  | 10º       | 29'25"26    |                               |
| 2018 | Giochi del Commonwealth | Gold Coast   | 5000 m piani   | 4º        | 13'54"78    |                               |
| 2019 | Mondiali di cross       | Aarhus       | Corsa seniores | 7º        | 32'25"      |                               |
| 2019 | Mondiali di cross       | Aarhus       | A squadre      | Oro       | 20 p.       |                               |

## Campionati nazionali
2014
- Oro ai campionati ugandesi, 10000 m piani - 28'17"8
- Argento ai campionati ugandesi, 5000 m piani - 13'40"06

2016
- Oro ai campionati ugandesi, 10000 m piani - 27'57"3
- Argento ai campionati ugandesi, 5000 m piani - 13'30"61

2019
- Argento ai campionati ugandesi, 10000 m piani - 28'31"82

2022
- 9º ai campionati ugandesi, 10000 m piani - 29'17"3

## Altre competizioni internazionali[1]
2013
- Bronzo alla Great South Run ( Portsmouth), 10 miglia - 49'08"
- 12º alla World 10K Bangalore ( Bangalore) - 29'23"
- 4º alla Cinque Mulini ( San Vittore Olona) - 30'45"

2014
- 4º alla World 10K Bangalore ( Bangalore) - 28'47"

2016
- 8º alla Mezza maratona di Copenaghen ( Copenaghen) - 1h00'26"

2019
- Bronzo alla Mezza maratona di Lisbona ( Lisbona) - 1h00'56"
- Oro alla CrossCup de Hannut ( Hannut) - 25'27"

2021
- Argento al Cross Internacional de Soria ( Soria) - 29'04"
- Bronzo al Cross Internacional de la Constitución ( Alcobendas) - 29'45"
- 5º al Cross Internacional de Itálica ( Siviglia) - 28'59"
- Argento al Cross Internacional de San Sebastián ( San Sebastián) - 26'58"
- 4º al Cross de Atapuerca ( Atapuerca) - 25'36"

2022
- 6º al Cross Internacional de Soria ( Soria) - 29'26"
- 13º al Cross Internacional de Itálica ( Siviglia) - 29'48"
- 7º al Cross de Atapuerca ( Atapuerca) - 28'40"